# 大布格
48°12′56″N 23°45′15″E / 48.21556°N 23.75417°E
大布格（烏克蘭語：Широкий Луг），是烏克蘭的村落，位於該國西部外喀爾巴阡州，由佳切夫區負責管轄，始建於1765年，面積0.72平方公里，海拔高度394米，2001年該村落人口1,964。